# フジノウェーブ
フジノウェーブ（欧字名:Fujino Wave、2002年4月27日 - 2013年10月23日）は、日本の競走馬。主な勝ち鞍は2007年のJBCスプリント、2008年の東京盃。
地方所属の競走馬として初めてJBC競走（JBCスプリント）を制した。

## 経歴

### 2歳
2004年、9月に笠松競馬場でデビューし、デビュー戦で初勝利を挙げる。しかし続くジュニアクラウンでは、出走登録を行ったが取り消された。

### 3歳
2005年、この年4戦目でデビュー以来2勝目を挙げる。続く中央競馬初出走となった阪神競馬場での3歳上500万下では、11番人気ながら3着となった。大井競馬場への初遠征となった黒潮盃では、ボンネビルレコードらに敗れ6着だった。その後、高橋三郎厩舎へ転厩することになった。転厩後は3連勝をするなど5戦3勝という成績だった。

### 4歳
2006年、この年の初戦は2着だったが、その後7連勝を記録した。この年は全走1600mから2000mまでのレースに出走している。

### 5歳
2007年の緒戦は2005年年末以来のスプリント戦に出走し勝利、そこからマイルグランプリまで連勝し、前年からの連勝を10まで伸ばした。ダートグレード競走初出走となったさきたま杯でメイショウバトラーらに敗れ4着で連勝がストップした。続く帝王賞では11着という大敗の結果に終わった。
帝王賞後は馬インフルエンザの影響で予定が狂ったが、第7回JBCスプリントでは7番人気での出走となった。道中最内で4番手につけ、そのまま直線に入ると残り100m付近で前を行く馬を差しきって勝利し、同レース地方馬初制覇を成し遂げ、ダートグレード競走初勝利を挙げた。馬インフルエンザの影響で延期となっていたアフター5スター賞では、先に抜け出したベルモントサンダーを捕らえきることができず2着に敗れた。

### 6歳
2008年、中央GIのフェブラリーステークスに出走するが12着だった。続くかしわ記念はボンネビルレコードの4着に敗れた。鞍上が乗り替わりとなったさきたま杯は5着だった。4ヶ月ほど空けて出走した秋緒戦の東京盃で、昨年のJBCスプリント以来の勝利を挙げた。次走JBCスプリントでは昨年の覇者として出走し、4番人気に推された。出足が付かず道中10番手を追走し、3コーナー付近から押し上げて行ったが、そのまま前に届かず7着となった。その後、この年新設されたカペラステークスに出走した。大井に転厩して以降、輸送のある重賞で馬券に絡んだことはこれまでに無かったが、このレースで初めて3着に入った。

### 7歳
2009年、中央GIIIの根岸ステークスに出走するが9着だった。東京シティ盃では1番人気に応えて快勝した。続く東京スプリントでは1番人気に推されたが、最後の直線で伸びず3着に敗れた。休養を挟み、連覇がかかった東京盃に出走したが、5着に終わった。続くJBCスプリントも5着に敗れた。続くカペラステークスでは終始後方のまま12着と大敗した。

### 8歳
2010年は1月13日の船橋記念から始動したが2着に敗れた。続く2月2日に行われた準重賞のウィンタースプリントでは勝利を収めた。次走は3月3日に行われた新設の重賞、東京スプリング盃に出走。1番人気に推され、前走に続いて斤量が59kgでの出走だったが、3コーナーから最後の直線にかけて前を捉えて最後は4馬身差をつけて快勝し20勝目を挙げた。4月7日の東京スプリントでは中団待機から直線外から追い込んでくるも届かず2着に敗れた。5月5日のかしわ記念では中団追走から伸びあぐねて7着に終わった。

### 9歳
2011年は1月19日の船橋記念から始動したが5着、続くウィンタースプリントでは4着に敗れた。3月9日の東京スプリング盃では3番手追走から直線で抜け出して連覇を達成。4月20日の東京スプリントでは10着、6月1日のさきたま杯では後方から追いあげてくるも7着に敗れた。その後、8月30日のアフター5スター賞に出走予定だったが、左前脚の挫石のため競走除外となった。11月2日のマイルグランプリでは2着だった。続くロイヤルカップでは3着、12月23日のゴールドカップでは9着に敗れた。

### 10歳
2012年3月7日の東京スプリング盃では道中好位追走から直線でさらに脚を伸ばし2着に3馬身半差をつけ3連覇を達成。10歳馬の重賞勝ちは南関東競馬では初となった。4月18日の東京スプリントでは中団待機から直線では馬群を割るように伸びてきたがセイクリムズンの2着だった。8月のアフター5スター賞は7着、10月のマイルグランプリは3着に終わった。

### 11歳
東京スプリング盃に優勝し、同競走4連覇を達成。続くアフター5スター賞で12着に敗れ、競走後に右第一指節種子骨剥離骨折、種子骨靭帯炎が判明し引退した。引退後は大井競馬場で誘導馬を目指す予定 であったが、2013年10月23日、去勢手術中に不慮の事故のため死亡した。
これを受けて、東京シティ競馬は同馬の功績を讃え、東京スプリング盃を2014年度より『フジノウェーブ記念』と改めることを決定した。

## 競走成績
以下の内容は、netkeiba.comおよびJBISサーチに基づく。
| 競走日     | 競馬場 | 競走名                         | 格       | 距離 （馬場） | 頭 数 | 枠 番 | 馬 番 | オッズ （人気） | 着順 | タイム （上り3F） | 着差 | 騎手        | 斤量 [kg] | 1着馬（2着馬）         | 馬体重 [kg] |
| ---------- | ------ | ------------------------------ | -------- | ------------- | ----- | ----- | ----- | --------------- | ---- | ----------------- | ---- | ----------- | --------- | ---------------------- | ----------- |
| 2004.09.16 | 笠松   | JRA認定チャレンジ              | 新馬     | ダ0800m（良） | 7     | 6     | 6     | 002.50（1人）   | 01着 | R0:49.7           | -0.3 | 0安藤光彰   | 54        | （セイエイフクトク）   | 472         |
| 0000.10.13 | 笠松   | ジュニアクラウン               | SPII     | ダ1400m（良） | 9     | 6     | 6     |                 |      | 出走取消          |      | 0安藤光彰   | 54        | ミラージェネス         | 計不        |
| 2005.03.09 | 笠松   | 3歳2組選抜                     |          | ダ1400m（良） | 8     | 8     | 8     | 00 - 00（3人）  | 06着 | R1:32.9           | -2.0 | 0安藤光彰   | 55        | キヌガサマーベラス     | 500         |
| 0000.04.03 | 笠松   | 3歳2組選抜                     |          | ダ1400m（良） | 9     | 1     | 1     | 00 - 00（7人）  |      | 競走中止          |      | 0安藤光彰   | 56        | マルヨサンデー         | 490         |
| 0000.05.26 | 名古屋 | 名古屋まつり花バス特別         | 3歳1組   | ダ1600m（良） | 9     | 5     | 5     | 00 - 00（5人）  | 04着 | R1:44.9           | -0.9 | 0安藤光彰   | 55        | シンゼンエース         | 482         |
| 0000.06.16 | 名古屋 | ホームページ開設3周年記念特別  | 3歳1組   | ダ1600m（不） | 8     | 7     | 7     | 004.10（3人）   | 01着 | R1:42.4           | -1.5 | 0尾島徹     | 55        | （ニシキオジジアン）   | 476         |
| 0000.07.10 | 阪神   | 3歳上500万下                   |          | ダ1800m（重） | 12    | 8     | 12    | 074.4（11人）   | 03着 | R1:51.6（38.0）   | -0.3 | 0安藤光彰   | 54        | グレイトアロー         | 472         |
| 0000.08.16 | 大井   | 黒潮盃                         | G2       | ダ1800m（不） | 16    | 2     | 3     | 00 - 00（76人） | 06着 | R1:54.6（41.3）   | -1.9 | 0安藤光彰   | 55        | ボンネビルレコード     | 468         |
| 0000.10.04 | 大井   | きんもくせい特別               | 3歳1組   | ダ1800m（良） | 10    | 8     | 12    | 001.70（1人）   | 01着 | R1:56.1（37.2）   | -0.2 | 0早田秀治   | 55        | （エンジェルホール）   | 471         |
| 0000.10.20 | 浦和   | C1三                           |          | ダ1400m（稍） | 11    | 1     | 1     | 001.20（1人）   | 01着 | R1:28.2（38.7）   | -0.2 | 0早田秀治   | 55        | （コウノブランチ）     | 467         |
| 0000.11.16 | 大井   | 深秋賞                         | B3三C1一 | ダ1200m（良） | 14    | 6     | 10    | 003.40（1人）   | 01着 | R1:12.6（36.8）   | -0.2 | 0早田秀治   | 54        | （ダイワリビエラ）     | 480         |
| 0000.12.19 | 川崎   | ディセンバースター賞           | B2       | ダ1600m（良） | 14    | 7     | 12    | 00 - 00（2人）  | 05着 | R1:43.1（41.4）   | -0.3 | 0早田秀治   | 54        | カレンダーガール       | 474         |
| 0000.12.30 | 大井   | イーバンク特別                 | B3一C1一 | ダ1200m（良） | 14    | 3     | 3     | 00 - 00（2人）  | 04着 | R1:13.4（37.4）   | -0.5 | 0早田秀治   | 56        | イシノサスペンス       | 477         |
| 2006.04.13 | 大井   | 北斗七星賞                     | B3四     | ダ1600m（重） | 14    | 6     | 9     | 017.20（3人）   | 02着 | R1:41.5（38.6）   | -0.1 | 0御神本訓史 | 55        | （キンセイブレイド）   | 465         |
| 0000.05.11 | 大井   | コルヒドレ賞                   | B3四     | ダ1800m（重） | 14    | 6     | 10    | 001.60（1人）   | 01着 | R1:55.4（39.1）   | -0.4 | 0御神本訓史 | 55        | （メシマコブ）         | 460         |
| 0000.06.28 | 大井   | アルタイル賞                   | B2三     | ダ1600m（良） | 13    | 4     | 5     | 004.10（2人）   | 01着 | R1:40.3（38.5）   | -1.2 | 0御神本訓史 | 55        | （サンワードダンク）   | 463         |
| 0000.08.03 | 大井   | 涼風賞                         | B2一     | ダ1800m（良） | 11    | 4     | 4     | 001.60（1人）   | 01着 | R1:53.6（36.3）   | -0.9 | 0御神本訓史 | 55        | （サンワードダンク）   | 474         |
| 0000.09.15 | 大井   | リエンダ賞                     | B2二B3一 | ダ1600m（重） | 12    | 5     | 5     | 001.10（1人）   | 01着 | R1:39.9（38.3）   | -0.8 | 0御神本訓史 | 56        | （スターオブジェンヌ） | 471         |
| 0000.10.17 | 大井   | ’06メトロポリタンオクトーバーC | 準重賞   | ダ1800m（良） | 12    | 3     | 3     | 001.50（1人）   | 01着 | R1:52.6（37.5）   | -0.4 | 0御神本訓史 | 54        | （オメガエンドレス）   | 478         |
| 0000.11.09 | 大井   | ’06ムーンライトC               | 準重賞   | ダ2000m（良） | 16    | 6     | 11    | 001.20（1人）   | 01着 | R2:07.2（38.5）   | -0.1 | 0御神本訓史 | 56        | （セイワクリスタル）   | 476         |
| 0000.12.31 | 大井   | ゆりかもめオープン             | OP       | ダ1600m（良） | 13    | 3     | 3     | 001.40（1人）   | 01着 | R1:40.6（38.3）   | -0.0 | 0御神本訓史 | 55        | （アスターバジル）     | 483         |
| 2007.02.22 | 大井   | ’07ウインタースプリント        | 準重賞   | ダ1200m（稍） | 16    | 2     | 3     | 002.00（1人）   | 01着 | R1:11.9（36.3）   | -0.5 | 0御神本訓史 | 55        | （エトワールフルーヴ） | 476         |
| 0000.03.14 | 大井   | 東京シティ盃                   | SIII     | ダ1200m（良） | 16    | 6     | 11    | 001.60（1人）   | 01着 | R1:11.8（37.1）   | -0.2 | 0御神本訓史 | 58        | （ナイキアディライト） | 474         |
| 0000.04.18 | 大井   | マイルグランプリ               | SII      | ダ1600m（不） | 16    | 7     | 14    | 001.40（1人）   | 01着 | R1:39.3（39.4）   | -0.0 | 0御神本訓史 | 56        | （アウスレーゼ）       | 472         |
| 0000.05.30 | 浦和   | さきたま杯                     | JpnIII   | ダ1400m（稍） | 12    | 2     | 2     | 003.70（3人）   | 04着 | R1:26.5（37.1）   | -0.4 | 0御神本訓史 | 56        | メイショウバトラー     | 477         |
| 0000.06.27 | 大井   | 帝王賞                         | JpnI     | ダ2000m（良） | 15    | 5     | 9     | 027.20（6人）   | 11着 | R2:06.5（39.3）   | -2.2 | 0御神本訓史 | 57        | ボンネビルレコード     | 473         |
| 0000.10.31 | 大井   | JBCスプリント                  | JpnI     | ダ1200m（良） | 16    | 3     | 6     | 038.10（7人）   | 01着 | R1:11.0（36.2）   | -0.0 | 0御神本訓史 | 57        | （プリサイスマシーン） | 481         |
| 0000.11.30 | 大井   | アフター5スター賞              | SIII     | ダ1200m（良） | 16    | 3     | 5     | 001.40（1人）   | 02着 | R1:11.6（35.8）   | -0.2 | 0御神本訓史 | 57        | ベルモントサンダー     | 481         |
| 2008.02.24 | 東京   | フェブラリーS                  | GI       | ダ1600m（良） | 16    | 1     | 1     | 065.8（11人）   | 12着 | R1:37.7（37.2）   | -2.4 | 0御神本訓史 | 57        | ヴァーミリアン         | 492         |
| 0000.04.09 | 大井   | マイルグランプリ               | SII      | ダ1600m（重） | 14    | 4     | 6     | 002.90（1人）   | 02着 | R1:39.7（38.1）   | -0.1 | 0御神本訓史 | 58        | デスモゾーム           | 492         |
| 0000.05.05 | 船橋   | かしわ記念                     | JpnI     | ダ1600m（稍） | 14    | 3     | 4     | 015.00（4人）   | 04着 | R1:38.4（37.7）   | -0.8 | 0御神本訓史 | 57        | ボンネビルレコード     | 482         |
| 0000.05.28 | 浦和   | さきたま杯                     | JpnIII   | ダ1400m（良） | 12    | 6     | 8     | 009.40（4人）   | 05着 | R1:27.3（38.2）   | -1.4 | 0坂井英光   | 59        | リミットレスビッド     | 489         |
| 0000.10.08 | 大井   | 東京盃                         | JpnII    | ダ1200m（不） | 15    | 1     | 1     | 007.40（4人）   | 01着 | R1:11.6（36.7）   | -0.2 | 0御神本訓史 | 58        | （ディープサマー）     | 479         |
| 0000.11.03 | 園田   | JBCスプリント                  | JpnIII   | ダ1400m（良） | 12    | 1     | 1     | 017.20（4人）   | 07着 | R1:27.2（37.0）   | -1.6 | 0御神本訓史 | 57        | バンブーエール         | 478         |
| 0000.12.14 | 中山   | カペラS                        | JpnIII   | ダ1200m（重） | 15    | 3     | 6     | 019.10（8人）   | 03着 | R1:09.1（35.4）   | -0.4 | 0御神本訓史 | 58        | ビクトリーテツニー     | 478         |
| 2009.02.01 | 東京   | 根岸S                          | GIII     | ダ1400m（重） | 16    | 5     | 9     | 059.6（13人）   | 09着 | R1:23.2（36.3）   | -1.1 | 0御神本訓史 | 58        | フェラーリピサ         | 478         |
| 0000.03.04 | 大井   | 東京シティ盃                   | SIII     | ダ1200m（不） | 12    | 3     | 3     | 001.40（1人）   | 01着 | R1:12.4（37.4）   | -0.0 | 0御神本訓史 | 58        | （トップサバトン）     | 471         |
| 0000.04.08 | 大井   | 東京スプリント                 | JpnIII   | ダ1200m（良） | 16    | 1     | 1     | 002.60（1人）   | 03着 | R1:11.7（36.4）   | -0.1 | 0御神本訓史 | 58        | ゼンノパルテノン       | 476         |
| 0000.09.30 | 大井   | 東京盃                         | JpnII    | ダ1200m（不） | 16    | 5     | 9     | 007.00（4人）   | 05着 | R1:12.7（38.0）   | -1.4 | 0的場文男   | 58        | バンブーエール         | 473         |
| 0000.11.03 | 名古屋 | JBCスプリント                  | JpnIII   | ダ1400m（良） | 11    | 8     | 12    | 029.50（4人）   | 05着 | R1:27.6（37.8）   | -1.7 | 0戸崎圭太   | 57        | スーニ                 | 467         |
| 0000.12.13 | 中山   | カペラS                        | JpnIII   | ダ1200m（重） | 16    | 6     | 12    | 033.1（10人）   | 12着 | R1:10.4（36.0）   | -0.8 | 0戸崎圭太   | 58        | ミリオンディスク       | 470         |
| 2010.01.13 | 船橋   | 船橋記念                       | SIII     | ダ1000m（稍） | 14    | 8     | 13    | 002.20（1人）   | 02着 | R0:59.4（36.4）   | -0.2 | 0戸崎圭太   | 57        | スリーセブンスピン     | 484         |
| 0000.02.02 | 大井   | ’10ウインタースプリント        | 準重賞   | ダ1200m（不） | 14    | 5     | 7     | 002.00（1人）   | 01着 | R1:11.2（35.8）   | -0.2 | 0戸崎圭太   | 59        | （スーパーヴィグラス） | 479         |
| 0000.03.03 | 大井   | 東京スプリング盃               | SIII     | ダ1400m（重） | 16    | 5     | 10    | 001.60（1人）   | 01着 | R1:25.5（38.1）   | -0.9 | 0戸崎圭太   | 59        | （スーパーヴィグラス） | 477         |
| 0000.04.07 | 大井   | 東京スプリント                 | JpnIII   | ダ1200m（重） | 16    | 2     | 4     | 004.00（2人）   | 02着 | R1:12.2（36.8）   | -0.0 | 0戸崎圭太   | 58        | スーニ                 | 482         |
| 0000.05.05 | 船橋   | かしわ記念                     | JpnI     | ダ1600m（良） | 14    | 3     | 3     | 115.10（7人）   | 07着 | R1:38.7（37.4）   | -1.9 | 0柏木健宏   | 57        | エスポワールシチー     | 477         |
| 2011.01.19 | 船橋   | 船橋記念                       | SIII     | ダ1000m（良） | 14    | 5     | 7     | 009.20（3人）   | 05着 | R0:59.7（35.7）   | -0.9 | 0御神本訓史 | 57        | ジーエスライカー       | 485         |
| 0000.02.03 | 大井   | ’11ウインタースプリント        | 準重賞   | ダ1200m（良） | 10    | 6     | 6     | 002.20（2人）   | 04着 | R1:11.4（36.7）   | -0.8 | 0御神本訓史 | 58        | インプレッション       | 486         |
| 0000.03.09 | 大井   | 東京スプリング盃               | SIII     | ダ1400m（重） | 14    | 4     | 8     | 005.00（3人）   | 01着 | R1:24.3（36.9）   | -0.4 | 0御神本訓史 | 59        | （ジーエスライカー）   | 485         |
| 0000.04.20 | 大井   | 東京スプリント                 | JpnIII   | ダ1200m（重） | 16    | 6     | 12    | 008.50（5人）   | 10着 | R1:11.7（36.5）   | -0.9 | 0御神本訓史 | 58        | セレスハント           | 482         |
| 0000.06.01 | 浦和   | さきたま杯                     | JpnII    | ダ1400m（良） | 12    | 1     | 1     | 015.60（7人）   | 07着 | R1:27.4（37.9）   | -1.4 | 0御神本訓史 | 58        | ナイキマドリード       | 480         |
| 0000.08.30 | 大井   | アフター5スター賞              | SIII     | ダ1200m（良） | 15    | 8     | 15    |                 |      | 競走除外          |      | 0御神本訓史 | 58        | タカオセンチュリー     | 計不        |
| 0000.11.02 | 大井   | マイルグランプリ               | SII      | ダ1600m（良） | 16    | 1     | 1     | 006.90（4人）   | 02着 | R1:38.9（38.1）   | -0.0 | 0御神本訓史 | 59        | ボク                   | 478         |
| 0000.12.01 | 大井   | ’11ロイヤルC                   | 準重賞   | ダ1400m（稍） | 16    | 3     | 5     | 002.20（1人）   | 03着 | R1:25.6（37.8）   | -0.1 | 0坂井英光   | 58.5      | マニエリスム           | 479         |
| 0000.12.23 | 浦和   | ゴールドC                      | SIII     | ダ1500m（良） | 12    | 2     | 2     | 005.30（2人）   | 09着 | R1:37.4（41.4）   | -3.0 | 0坂井英光   | 58        | ナイキマドリード       | 476         |
| 2012.03.07 | 大井   | 東京スプリング盃               | SIII     | ダ1400m（不） | 16    | 2     | 3     | 007.20（3人）   | 01着 | R1:24.7（37.0）   | -0.7 | 0坂井英光   | 59        | （バトルファイター）   | 480         |
| 0000.04.18 | 大井   | 東京スプリント                 | JpnIII   | ダ1200m（良） | 16    | 1     | 1     | 015.20（5人）   | 02着 | R1:10.8（35.8）   | -0.3 | 0坂井英光   | 58        | セイクリムズン         | 473         |
| 0000.08.29 | 大井   | アフター5スター賞              | SIII     | ダ1200m（良） | 16    | 7     | 13    | 004.00（2人）   | 07着 | R1:12.9（37.2）   | -1.2 | 0御神本訓史 | 59        | ジーエスライカー       | 478         |
| 0000.10.24 | 大井   | マイルグランプリ               | SII      | ダ1600m（稍） | 16    | 5     | 10    | 005.90（3人）   | 03着 | R1:41.1（39.4）   | -0.6 | 0坂井英光   | 58        | ピエールタイガー       | 477         |
| 2013.03.06 | 大井   | 東京スプリング盃               | SIII     | ダ1400m（良） | 16    | 3     | 5     | 004.80（3人）   | 01着 | R1:26.8（38.1）   | -0.2 | 0御神本訓史 | 59        | （ケイアイゲンブ）     | 480         |
| 0000.08.28 | 大井   | アフター5スター賞              | SIII     | ダ1200m（重） | 14    | 6     | 10    | 006.60（4人）   | 12着 | R1:15.1（39.8）   | -3.6 | 0御神本訓史 | 59        | ハードデイズナイト     | 480         |

## 血統表
| フジノウェーブの血統ミスタープロスペクター系 / Tom Fool5×4=9.38%、Turn-to4×5=9.38% | フジノウェーブの血統ミスタープロスペクター系 / Tom Fool5×4=9.38%、Turn-to4×5=9.38% | フジノウェーブの血統ミスタープロスペクター系 / Tom Fool5×4=9.38%、Turn-to4×5=9.38% | （血統表の出典）      | （血統表の出典） |
| 父 *ブラックタイアフェアー Black Tie Affair 1986 芦毛                              | 父の父Miswaki 1978 栗毛                                                            | Mr.Prospector                                                                      | Raise a Native        | Raise a Native   |
| 父 *ブラックタイアフェアー Black Tie Affair 1986 芦毛                              | 父の父Miswaki 1978 栗毛                                                            | Mr.Prospector                                                                      | Gold Digger           |                  |
| 父 *ブラックタイアフェアー Black Tie Affair 1986 芦毛                              | 父の父Miswaki 1978 栗毛                                                            | Hopespringseternal                                                                 | Buckpasser            | Buckpasser       |
| 父 *ブラックタイアフェアー Black Tie Affair 1986 芦毛                              | 父の父Miswaki 1978 栗毛                                                            | Hopespringseternal                                                                 | Rose Bower            |                  |
| 父 *ブラックタイアフェアー Black Tie Affair 1986 芦毛                              | 父の母Hat Tab Girl 1979 芦毛                                                       | Al Hattab                                                                          | The Axe               | The Axe          |
| 父 *ブラックタイアフェアー Black Tie Affair 1986 芦毛                              | 父の母Hat Tab Girl 1979 芦毛                                                       | Al Hattab                                                                          | Abyssinia             |                  |
| 父 *ブラックタイアフェアー Black Tie Affair 1986 芦毛                              | 父の母Hat Tab Girl 1979 芦毛                                                       | Desperate Action                                                                   | Bold Commander        | Bold Commander   |
| 父 *ブラックタイアフェアー Black Tie Affair 1986 芦毛                              | 父の母Hat Tab Girl 1979 芦毛                                                       | Desperate Action                                                                   | Crafty Alice          |                  |
| 母 *インキュラブルロマンティック Incurable Romantic 1991 黒鹿毛                    | 母の父Stop the Music 1970 鹿毛                                                     | Hail to Reason                                                                     | Turn-to               | Turn-to          |
| 母 *インキュラブルロマンティック Incurable Romantic 1991 黒鹿毛                    | 母の父Stop the Music 1970 鹿毛                                                     | Hail to Reason                                                                     | Nothirdchance         |                  |
| 母 *インキュラブルロマンティック Incurable Romantic 1991 黒鹿毛                    | 母の父Stop the Music 1970 鹿毛                                                     | Bebopper                                                                           | Tom Fool              | Tom Fool         |
| 母 *インキュラブルロマンティック Incurable Romantic 1991 黒鹿毛                    | 母の父Stop the Music 1970 鹿毛                                                     | Bebopper                                                                           | Bebop                 |                  |
| 母 *インキュラブルロマンティック Incurable Romantic 1991 黒鹿毛                    | 母の母One I Love 1976 鹿毛                                                         | Sir Ivor                                                                           | Sir Gaylord           | Sir Gaylord      |
| 母 *インキュラブルロマンティック Incurable Romantic 1991 黒鹿毛                    | 母の母One I Love 1976 鹿毛                                                         | Sir Ivor                                                                           | Attica                |                  |
| 母 *インキュラブルロマンティック Incurable Romantic 1991 黒鹿毛                    | 母の母One I Love 1976 鹿毛                                                         | Delta Empress                                                                      | Delta Judge           | Delta Judge      |
| 母 *インキュラブルロマンティック Incurable Romantic 1991 黒鹿毛                    | 母の母One I Love 1976 鹿毛                                                         | Delta Empress                                                                      | Regal Demand F-No.4-j |                  |

- 半兄に2006年の富士ステークスを制したキネティクスがいる。
- 母の半弟Crypto Starは、アーカンソーダービー、ルイジアナダービーの勝ち馬。